# Cuneifrons coloradensis
Cuneifrons coloradensis là một loài bướm đêm trong họ Crambidae.